# La casa 2
La casa 2 (Evil Dead II) è un film del 1987, sequel de La casa, e come l’episodio precedente diretto da Sam Raimi ed interpretato da Bruce Campbell.
Finanziato e distribuito dal produttore italiano Dino De Laurentiis, è il secondo capitolo del franchise horror Evil Dead, a metà strada dall’essere sia il seguito che il remake dell’originale. Prodotto da Robert Tapert con un budget dieci volte maggiore del primo film e scritto dallo stesso Raimi con Scott Spiegel, La casa 2, affronta le stesse tematiche orrorifiche del prototipo in una chiave più grottesca ma meno cupa, raccontando di come Ash, il protagonista della pellicola precedente, si ritrovi ancora nello chalet sperduto tra i boschi del Michigan ad affrontare il demone sumero evocato dal libro dei morti.
Bruce Campbell, che è anche il coproduttore del film, interpreta per la seconda volta Ash Williams, evolvendo e arricchendo la caratterizzazione del personaggio rispetto al primo capitolo, trasformandolo in una specie di eroe d’azione con una mimica che strizza l’occhio ai cartoni animati e alla comicità slapstick, e facendolo diventare una vera icona del cinema horror, tanto che nel 2008, la nota rivista Empire ha posizionato Ash al 24º posto nella lista dei più grandi personaggi della storia del cinema.
Il film uscì nelle sale cinematografiche statunitensi il 13 marzo 1987 e in quelle italiane il 25 settembre dello stesso anno. Come il primo capitolo, ebbe successo soprattutto in Europa e in Giappone, e nel tempo divenne un cult movie grazie al mercato home video. Molto amato dalla critica, e considerato il migliore episodio della saga, si ritrova alla posizione numero 19 nella lista Top 50 Cult Films, redatta da Entertainment Weekly, mentre per la rivista Playboy è in dodicesima posizione nella lista I 15 sequel migliori dei film originali, e secondo Empire è al 49º posto tra i 500 film più belli di tutti i tempi.
L'edizione home video è stata anche distribuita con il titolo La casa II.
La pellicola non ha niente a che vedere con i film apocrifi realizzati dalla casa di produzione italiana Filmirage intorno alla fine degli anni 80, che per il mercato locale venivano spacciati come seguiti o rifacimenti dei due film di Raimi.
Le avventure di Ash, sempre interpretato da Campbell, continueranno in L'armata delle tenebre (1992), e nella serie televisiva Ash vs Evil Dead (2015-18).

## Trama
Ash Williams e la sua fidanzata Linda vanno in vacanza nei boschi, per soggiornare in una baita molto isolata. Mentre quest'ultima si sta cambiando, Ash trova un libro, con la copertina in pelle umana e apparentemente scritto con il sangue. Lo accompagna un magnetofono, in cui un certo professor Knowby, ha registrato i suoi appunti riguardanti il ritrovamento del testo, la sua traduzione durante il soggiorno nella baita con la moglie, e gli strani eventi che hanno fatto seguito alla lettura dei primi passaggi dell'opera. Questa si rivela una copia del famigerato Necronomicon Ex-Mortis, il "Libro dei morti". La voce registrata dell’archeologo ripete un'invocazione dal libro e così richiama una presenza malvagia e infernale, il Demone Kandariano.
Questa si manifesta nei boschi e procede prima ad attaccare Linda, possedendola. Ash è quindi costretto a decapitare la ragazza per salvarsi. Dopo aver seppellito il suo cadavere, però, la presenza si avventa anche su di lui; da qui, il film si riallaccia al suo predecessore. Ash soccombe a sua volta alla possessione, ma torna normale col sorgere del sole. Un tentativo di tornare alla civiltà è reso impossibile dal crollo dell'unico ponte che sostiene la strada percorsa all'andata. Ash ritorna di corsa nella capanna e vi si barrica completamente, brandendo un fucile e una motosega. Improvvisamente, il cadavere posseduto di Linda lo assale e, dopo un disperato e sanguinolento scontro, viene eliminato dall’uomo.
La sua mano destra, che era stata morsa dalla donna, assume volontà propria tentando di ucciderlo, e Ash è costretto a mozzarsela con la motosega. La situazione ed il suo equilibrio mentale sembrano precipitare mano a mano che bizzarri eventi si susseguono nella casa. Intanto, Annie Knowby, la figlia dell'archeologo, e il suo partner di lavoro e sentimentale, Ed Getley, atterrano in un vicino aeroporto con altre pagine del Necronomicon, per raggiungere lo studioso nel suo ritiro nei boschi. Di fronte al ponte distrutto, ingaggiano l'aiuto di Jake e della sua ragazza Bobby Joe, due redneck della zona, che li conducono a piedi alla casa nei boschi seguendo un sentiero più lungo che costeggia la montagna. Vi giungono di notte, quando Ash ha ormai iniziato ad impazzire vedendosi circondato da tutti gli oggetti della casa che sembrano animarsi per deriderlo.
Il gruppo di Annie, arrivato alla baita, scambia Ash per un omicida, e tutti insieme, dopo averlo picchiato a sangue, lo rinchiudono in cantina. Poi, fanno partire di nuovo la registrazione di Knowby, dove si scopre (con orrore di Ash prigioniero) che il professore ha ucciso la moglie Henrietta, dopo che è stata posseduta, e l'ha seppellita proprio nel pavimento della cantina. Il corpo della donna viene animato dalla presenza all'ascolto delle parole registrate e attacca Ash, che viene immediatamente liberato. Ed, viene posseduto dal demone e Ash è costretto ad abbatterlo usando un'ascia. Poco dopo, il gruppo si sposta in un'altra stanza, dove appare loro il fantasma del padre di Annie, il quale rivela loro che la salvezza è celata nelle pagine del Necronomicon.
Bobby Joe tenta di fuggire nella foresta in preda a una crisi isterica, ma degli alberi posseduti la catturano, trascinandola via e uccidendola brutalmente. Annie studiando le altre pagine del libro, apprende di un misterioso "eroe del cielo" vissuto nel 1300, e di un incantesimo in grado di scacciare l'entità malefica che li assedia. Jake la interrompe costringendo tutti a uscire per cercare Bobby Joe e buttando le pagine del libro in cantina. Una volta fuori dallo chalet, Ash viene di nuovo posseduto e Annie, rientrata in casa, accoltella per sbaglio Jake lasciandolo troppo vicino alla botola, così l’uomo viene sanguinosamente ucciso da Henrietta che lo trascina in cantina. Ash, ancora posseduto, tenta di uccidere Annie, ma torna normale alla vista della collana di Linda. Dopo aver impedito ad Annie di tentare di ucciderlo, si appresta a scendere in cantina per trovare le pagine che Jake vi aveva precedentemente gettato.
Aiutato da Annie, Ash si fabbrica un'imbrigliatura speciale per il braccio destro, impiantandosi la motosega al posto della mano mancante e scende in cantina armato di fucile per riprendersi le pagine mancanti. Il giovane riesce a trovarle, ma Henrietta lo attacca tramutandosi in un mostruoso demonio dal collo allungato, che dopo un violento combattimento viene fatto a pezzi da Ash. A questo punto, gli alberi posseduti assaltano la casa. Annie ricomincia a recitare i passaggi e la presenza irrompe nell'edificio sotto forma di una mostruosa testa gigante con gli alberi al posto delle mani. La ragazza inizia a recitare la formula, ma viene pugnalata dalla mano destra posseduta di Ash. Furioso, l’uomo si avventa con la motosega sull'incarnazione gigante della presenza, mentre Annie, con le sue ultime forze, finisce di recitare l'incantesimo. La presenza viene quindi risucchiata in un vortice spaziotemporale, ma Annie muore prima di finire di leggere il rituale per richiudere il varco ed Ash ne finisce risucchiato.
Il giovane uomo viene catapultato nel Medioevo, dove è raggiunto da un gruppo di cavalieri che lo scambiano inizialmente per una bestia demoniaca. Proprio quando stanno per ucciderlo, un demonio alato simile ad un'arpia li attacca, ma viene ucciso con un colpo di fucile da Ash. Allora i cavalieri, lo proclamano “l'eroe del cielo” venuto per liberarli dal terrore delle tenebre, mentre Ash si mette disperatamente ad urlare, rendendosi conto di essere proprio lui quel misterioso eroe menzionato da Annie mentre leggeva le pagine del Necronomicon.

## Produzione

### Sviluppo
L'idea di un sequel de La casa fu discussa già durante le riprese del primo film, perché Raimi voleva trasportare il suo eroe, Ash Williams, nel Medioevo attraverso un portale spazio-temporale. Dopo l'uscita nelle sale de La casa, Sam Raimi scrisse la sceneggiatura di questo ipotetico sequel che avrebbe dovuto intitolarsi Evil Dead II: Evil Dead and the Army of Darkness, insieme a suo fratello Ivan e al futuro regista Sheldon Lettich. Con l’aiuto dell’anziano distributore di B-Movies Irvin Shapiro, Raimi e i suoi partner Bruce Campbell e Robert Tapert, proposero lo script a diversi studi cinematografici importanti, come Universal e Fox, e nel frattempo si misero a lavorare a I due criminali più pazzi del mondo (1985), una sorta di incrocio tra un noir e una commedia grottesca, scritto dallo stesso regista con Joel ed Ethan Coen. Ma il nuovo film si rivelò un flop, e Raimi, sapendo che un altro insuccesso sarebbe stato deleterio per la sua carriera, prese più seriamente in considerazione l’opportunità di girare il seguito del suo esordio, anche se gli studios a cui era stato presentato il copione, spaventati dal costo troppo elevato che richiedeva la pellicola e dal recente flop del regista, rifiutarono di finanziare il progetto. Nello stesso periodo, Raimi, Campbell e Tapert conobbero il produttore italiano Dino De Laurentiis, proprietario della DEG, che dietro consiglio di Stephen King, si disse interessato a finanziare il film. Raimi e il suo team, chiesero un budget pari a 4 milioni di dollari per la produzione, ma ne ottennero solo 3.600.000. Di conseguenza, la storia medievale dovette essere quasi del tutto accantonata, e la sceneggiatura venne riscritta da zero ma il concetto di Ash nel medioevo fu in seguito sviluppato nel terzo capitolo della trilogia, L'armata delle tenebre.

### Sceneggiatura
Raimi scrisse la nuova sceneggiatura del film insieme al suo vecchio amico Scott Spiegel, che aveva collaborato con lui e Bruce Campbell ad alcuni cortometraggi amatoriali durante la loro adolescenza in Michigan. Molti di questi corti erano commedie, e Spiegel suggerì che La casa 2 avrebbe dovuto essere meno cupo rispetto al film precedente, e come i cortometraggi degli esordi doveva avere dei risvolti da commedia nonostante l’ambientazione e il plot fossero praticamente identici al prototipo. Inizialmente, la sequenza d'apertura includeva tutti e cinque i personaggi del primo capitolo; tuttavia, per ragioni economiche, furono eliminati quasi tutti dallo script tranne Ash e Linda. Il copione del film passò attraverso diverse revisioni, Spiegel e Raimi lo scrissero a Silver Lake, Los Angeles, dove vivevano in affitto in una casa insieme ai fratelli Coen e alle attrici Frances McDormand, Kathy Bates, e Holly Hunter. La Hunter fu la principale fonte d'ispirazione per il personaggio di Bobby Joe ma quando il film entrò in produzione l’attrice rifiutò la parte che venne data alla star di soap opera Kassie Wesley DePaiva. I due sceneggiatori si ispirarono anche ai film de I tre marmittoni e a diverse commedie slapstick; la lotta di Ash con la propria mano mozzata proviene da un corto amatoriale che Raimi e Spiegel avevano girato da ragazzi, Attack of the Helping Hand, che a sua volta si ispirava alla pubblicità Hamburger Helper, mentre la sequenza della "stanza che ride", dove tutti gli oggetti sembrano prendere vita, proviene da uno scherzo fatto da Spiegel con una lampada pieghevole da tavolo, a dimostrare come l’influenza comica del futuro regista di Dal tramonto all'alba 2 - Texas, sangue e denaro e Hostel: Part III è riscontrabile in tutto il film. Anche se Raimi e Campbell dichiararono che La casa 2 era da intendersi come il seguito diretto del primo film, sussistono alcune differenze di continuità tra le due pellicole, tanto da fare pensare a diversi spettatori che il sequel del 1987 sia in realtà un remake o un reboot con lo stesso protagonista più che una continuazione vera e propria della storia. Resta il fatto che, con alcune semplificazioni, i primi dieci minuti del film riassumono la pellicola precedente.

### Riprese
Le riprese di La casa 2, cominciarono il 10 maggio del 1986 a Wadesboro, Carolina del Nord, non lontano dagli studi cinematografici di Dino De Laurentiis a Wilmington, e si conclusero i primi di settembre. Il produttore italiano, in qualità di principale finanziatore del film, avrebbe voluto che la pellicola si girasse nei suoi studi, ma Robert Tapert e Bruce Campbell, che erano a capo della Renaissance Pictures, la casa di produzione affidataria, si sentivano a disagio e troppo controllati, quindi preferirono trasferirsi a Wadesboro. Steven Spielberg aveva appena girato Il colore viola in quella città, e la grande fattoria bianca usata come location esterna nel suo film, fu riutilizzata come ufficio di produzione dalla Renaissance Pictures. Gran parte del film di Sam Raimi fu girato presso la J.R. Faison Junior High School, dove vennero costruiti gli interni della casa, mentre le riprese in esterno furono effettuate nei boschi che circondavano la fattoria. Successivamente, nel dicembre dell’86, durante la fase di post-produzione vennero girate alcune scene esterne in automobile più qualche piccolo rifacimento a Detroit, la città natale di Raimi, Campbell, Tapert e Spiegel.
Bruce Campbell, oltre a coprodurre il film, venne riconfermato come protagonista nella parte di Ash Williams. L’attore, che dopo il successo di La casa stentava comunque a costruirsi una carriera cinematografica, diede il meglio di se stesso durante le riprese dando nuova linfa al personaggio, trasformandolo fisicamente in una specie di eroe d’azione, e grazie anche al nuovo taglio sarcastico voluto da Raimi per il film, infuse nella sua interpretazione delle venature da comicità slapstick come nella scena in cui la sua mano posseduta cerca di ferirlo rompendogli piatti e bottiglie in testa fino a farlo capitolare sul pavimento. Sam Raimi, scritturò gli esordienti Sarah Berry e Dan Hicks per interpretare rispettivamente: Annie, la figlia del professor Knowby, e Jack, il redneck che incautamente guida il gruppo alla casa attraverso i boschi. Per la parte della bella e scontrosa Bobby Joe, venne ingaggiata l’attrice e cantante country Kassie Wesley, già famosa per far parte del cast della soap Sentieri, e furono scritturati anche Richard Domeier nel ruolo di Ed, e Denise Bixler nella parte di Linda, in sostituzione dell’attrice del film precedente Betsy Baker. Le riprese furono lunghe e difficoltose, principalmente per colpa dei tanti effetti da ricreare nelle scene di suspense o d’azione, ma anche a causa del caldo estivo, e a risentirne fu soprattutto il cast. Il giovanissimo Ted Raimi, fratello minore del regista, che aveva lavorato nel primo film come controfigura, qui interpretava un ruolo più importante: Henrietta, la defunta moglie del professore in versione posseduta. Raimi, per recitare la parte fu costretto a indossare un costume in lattice che lo faceva sudare moltissimo, disidratandolo e compromettendone i movimenti, e per la scena dove riemerge dal pavimento della cantina, dovette essere veramente interrato e ricorrere alle bombole d’ossigeno per potere respirare.
Durante le riprese, Sam Raimi, forte di un budget molto più cospicuo rispetto al film originale, diede fondo a tutto il suo talento registico, realizzando un film con un ritmo molto serrato, perfezionando i trucchi e le tecniche di ripresa del prototipo, e dando ancora più importanza agli effetti speciali. Il regista ingaggiò Peter Deming come direttore della fotografia, Doug Beswick come responsabile delle sequenze in stop motion, Tom Sullivan, che come per il primo film si divise tra animazioni, effetti e scenografie, e Mark Shostrom in qualità di supervisore degli effetti speciali di trucco. Shostrom, all’epoca molto richiesto, durante le riprese dovette dividersi tra il set di Raimi e quello di Nightmare 3 - I guerrieri del sogno, delegando gran parte del lavoro ai suoi assistenti Robert Kurtzman, Greg Nicotero e Howard Berger, futuri fondatori del noto KNB EFX Group. L'artista degli effetti speciali meccanici Verne Hyde, si è unito alla troupe del film dopo che le riprese erano già iniziate, sperimentando vari FX innovativi per l’epoca, come la sequenza del bulbo oculare che finisce nella bocca di Bobbie Joe, particolarmente riuscita perché girata al contrario, e la motosega di Ash, in cui è stato sostituito il motore a benzina con un piccolo motore elettrico da 12 volt, lasciando lo spazio a Campbell per inserirvi la mano, mentre i denti della sega sono stati limati per motivi di sicurezza ed è stato pompato fumo di tabacco attraverso un tubo di plastica che scorreva lungo la gamba dell’attore per simulare il fumo del motore.

### Post-produzione
Il montaggio del film fu curato dalla giovane Kaye Davis, che due anni prima aveva già collaborato con Sam Raimi come montatrice di I due criminali più pazzi del mondo, venendo rimossa e sostituita dalla produzione.
Durante la fase di post-produzione, vennero girate delle brevi scene aggiuntive a Detroit.
I suoni inquietanti della presenza oscura che viaggia attraverso la foresta sono una combinazione della voce di Sam Raimi e di alcuni estratti audio di Orson Welles, rendendo tecnicamente La Casa 2, l’ultimo film del grande attore-regista.

## Colonna sonora
La colonna sonora è stata composta ed eseguita da Joseph LoDuca, che aveva già musicato il film precedente, ed è stata pubblicata da Varèse Sarabande in un'edizione costituita da 9 tracce (circa 34 minuti di musica).

### Tracce
1. Behemoth – 2:44
2. Hush Lil' Baby/Pee Wee Head – 3:26
3. The Book of Evil – 2:52
4. Ash's Dream/Dancing Game/Dance of the Dead – 3:39
5. Fresh Panic/The Other Side of Your Dream – 4:27
6. The Putrified Forest/Under Her Skin – 4:21
7. The Evil Begins Anew/Sunrise/Ash Attacks – 3:00
8. Hand and Mouse/Love Transforms/Mirror, Mirror/Bad Fingers – 4:59
9. Hail the . . . /End Title – 5:01

## Distribuzione
La casa 2 debuttò negli Stati Uniti il 13 marzo 1987, in 310 sale cinematografiche, incassando nel primo weekend 807.260 dollari. In patria, la pellicola realizzò un incasso finale di 5.923.044 dollari a fronte di un budget di 3.600.000, ma come per il suo predecessore, il grande risultato economico si sviluppò nel tempo grazie al mercato Home Video. In Italia, il film arrivò nelle sale il 25 settembre dello stesso anno distribuito da Filmauro e fu un grande successo, incassando oltre 2.000.000.000 di lire e piazzandosi al 40º posto nella classifica della stagione cinematografica 1987/88. La casa 2, ebbe ottimi risultati al Box Office anche in altri paesi esteri come Inghilterra, Francia, Turchia, Germania Ovest e soprattutto Giappone.

### Accoglienza critica
La casa 2 è stato molto amato dalla critica fin dalla sua prima uscita nel 1987, e nel tempo il film non ha fatto altro che accrescere la sua fama. Nonostante non abbia mai vinto dei premi importanti, è considerato uno dei migliori film di Sam Raimi, e di tutti i capitoli del franchise è stato universalmente quello più apprezzato dai critici, tanto che sull’aggregatore di recensioni Rotten Tomatoes, il film ha un indice di approvazione pari al 95%, basato su 64 recensioni scritte da critici cinematografici professionisti, con un punteggio globale di 8 su 10. Su Metacritic, il film ha raggiunto un punteggio di 69 su 100, basato su 12 recensioni.
Empire lodò il film, scrivendo "Bruce Campbell e Sam Raimi sono Dei". Caryn James del New York Times definì la pellicola una "genuina, anche se bizzarra, prova del talento di Sam Raimi". Originariamente, Leonard Maltin, nel suo dizionario del cinema assegnò al film solo 2 stelle, ma in seguito decise di aumentarle a 3.
Kevin Thomas del Los Angeles Times apprezzò il film di Raimi, scrivendo "Evil Dead II non si ferma mai, introducendo continuamente nuovi personaggi e aggiungendo nuove emozioni e brividi fino all'ultimo fotogramma...". Anche Dave Kehr del Chicago Tribune elogiò la pellicola scrivendo "Evil Dead II è, scusate l'espressione, costantemente vivace: una macabra commedia splatter che usa un sangue selvaggiamente eccessivo per provocare il tipo di shock che si trova tra una risata e un urlo".
Sull'Austin Chronicle, Marjorie Baumgarten scrisse una splendida recensione sul film definendolo: "...ancora più infernale ed elegante del suo predecessore... Un classico cult del cinema horror."
Roger Ebert del Chicago Sun-Times diede al film 3 stelle su quattro, definendolo "una satira abbastanza sofisticata", ed elogiando "la comicità surreale e l'intensità da low-budget" della pellicola. Richard Harrington del Washington Post cominciò la sua recensione scrivendo come la recitazione nel film provenisse direttamente dai B-movie degli anni cinquanta e proseguì con: "L'esposizione è goffa, la colonna sonora banale, lo svolgimento sciocco. Poi ancora, chi ha detto che il cattivo gusto è facile?". Pat Graham del Chicago Reader, invece, criticò la miscela di horror e commedia.
Sulle pagine di TV Guide La casa 2 è stato molto apprezzato, e definito: "Un'esperienza delirantemente cinematografica per chi ha un gusto per il Grand Guignol, questo è un mondo da incubo inesorabilmente energico in cui letteralmente tutto può succedere e accade".
Sulle pagine de l’Unità, un entusiasta Gianni Canova ha scritto "Ne La casa 2 Raimi condendensa il meglio della cultura figurativa del '900 e la centrifuga all’insegna della velocità. Vi si trovano echi espressionisti mescolati a notazioni paesaggistiche che ricordano certi famosi quadri degli impressionisti francesi".
Paolo Mereghetti nel suo dizionario del cinema ha dato al film 3 stelle su 4 definendolo "un sequel di gran lunga migliore dell’originale".
Entertainment Weekly ha classificato La casa 2 alla posizione numero 19 nella lista "Top 50 Cult Films" da loro redatta.
Sight and Sound posizionò il film al numero 34 nella classifica "50 Funniest Films of All Time". Nel 2008, la rivista Empire incluse La casa 2 nella lista The 500 Greatest Movies of All Time, in 49ª posizione.
J.C. Maçek III di PopMatters scrisse: "In egual misura remake e sequel, il secondo film ripresenta Bruce Campbell nel ruolo di Ash ed è altrettanto cruento e orribile come il primo, con più smembramenti e schizzi di sangue che mai. Ma dall'altro lato della medaglia, La casa 2 è anche assolutamente divertente e volutamente comico".
Nel 2016, James Charisma di Playboy inserì La casa 2 alla posizione numero 12 nella lista 15 Sequels That Are Way Better Than The Originals.
Nel 2018, Quentin Tarantino, intervistato nella docuserie Eli Roth’s History of Horror, ha affermato: non esiste nessun film girato bene come La casa 2.

## Sequel e opere derivate
All’inizio degli anni novanta, Sam Raimi e Robert Tapert, appena reduci dal successo di Darkman, realizzarono il terzo capitolo della saga, sempre con Bruce Campbell come protagonista e coproduttore. Basandosi sullo script inutilizzato della prima metà degli anni 80', il regista scrisse la sceneggiatura insieme al fratello maggiore Ivan Raimi, incentrando tutto il copione sulle spalle del protagonista con l’obbiettivo di lanciare Campbell come star del cinema d’azione tanto in voga in quel periodo, e soprattutto con l’intento di raggiungere un pubblico più vasto virando la trama nel genere fantasy. Il film, sequel diretto della pellicola precedente, iniziava proprio dove finiva La casa 2: Ash Williams, dopo un viaggio nel tempo, si ritrova in un medioevo da tregenda e l’unico modo per tornare nel presente è recuperare il libro dei morti, ma per farlo, dovrà combattere contro un esercito di scheletri capitanati dal suo “doppio malvagio”.
Finanziato e distribuito dalla Universal Pictures, con Dino De Laurentis come produttore esecutivo, grazie ad un budget di $ 13.000.000, nella primavera del 1991 intorno all’area desertica di Los Angeles, cominciarono le riprese di L'armata delle tenebre (Army of Darkness), il capitolo più ambizioso della saga. Raimi, ha firmato un film demenziale e d'avventura più che un vero horror, un gioiello cinefilo pieno di omaggi a molte pellicole di questo genere (dagli scheletri di Ray Harryhausen, fino a Mad Max e a Indiana Jones), molto lontano dall'estetica di una produzione hollywoodiana dell’epoca, e tutto al servizio di Campbell, al suo meglio come attore, mimica e presenza scenica nell’interpretare addirittura due ruoli: Ash, e il suo clone malvagio “Evil” Ash.
Apprezzato dai critici di tutto il mondo, il film non ha avuto però lo stesso successo di pubblico dei suoi due predecessori: colpa dei vari cambiamenti (titolo, trama, ambientatazione e genere di riferimento), dei costi elevati (Campbell, Raimi e Tapert sacrificarono 1.000.000 di dollari in tre dai rispettivi salari per aumentarne il budget), di un contenzioso tra De Laurentiis e la Universal, che ne posticipò la distribuzione (pronto nell'estate del 1992, venne distribuito nel febbraio del 93), e manomissioni varie da parte dello studio (fu rigirato il finale perché considerato troppo cupo e vennero editate ben quattro versioni del film). La pellicola, alla sua uscita riescì a malapena a recuperare i costi con gli incassi delle sale cinematografiche fermando Campbell nella sua scalata a status di star e ridimensionando le ambizioni del regista, ma nel tempo, grazie all'home video, ai cospicui passaggi televisivi e alle ri-distribuzioni delle varie versioni, L'armata delle tenebre divenne un cult tanto quanto i due capitoli precedenti.
Nel 2013, dopo una lunga pausa di 21 anni, Sam Raimi, Robert Tapert e Bruce Campbell ripresero in mano il franchise producendo il remake del primo film: La casa (Evil Dead). Con una trama molto simile a quella dell’originale ma per protagonista una giovane donna di nome Mia al posto di Ash Williams, la pellicola, omaggiava alcune situazioni presenti ne La casa 2, come nella scena della "mano posseduta", nello scontro finale, e nell’apparizione di Campbell nei panni di Ash dopo i titoli di coda. Per la parte di Mia, venne scelta la brava Jane Levy, mentre la regia fu affidata al giovane esordiente Fede Alvarez, che scrisse anche la sceneggiatura insieme a Rodo Sayagues. La casa, distribuito nei cinema dalla Sony Pictures, si rivelò il più grande successo del franchise incassando a livello mondiale quasi 100.000.000 di dollari a fronte di un budget da 17.000.000.
Motivati da questo grande successo commerciale, Raimi, Campbell e Tapert in meno di due anni decisero di investire nuovamente sulla saga, ma questa volta per accontentare gli ammiratori della trilogia originale e il fandom di Bruce Campbell, diedero un seguito alla storia principale interrotta nel 1992 con il personaggio di Ash Williams come protagonista. I tre produttori si resero conto che ormai i tempi erano maturi per rilanciare Ash attraverso il mezzo televisivo, sfruttando anche la popolarità che Campbell aveva raggiunto in quel periodo come co-protagonista della serie Burn Notice - Duro a morire. Annunciata nell’autunno del 2014, l’anno successivo prese vita la produzione che diede all'attore il più grande successo personale della sua carriera: la serie televisiva Ash vs Evil Dead, creata dallo stesso Sam Raimi insieme al fratello Ivan e a Tom Spezialy, prodotta nell’arco di tre stagioni dalla rete Starz, e per questioni di budget girata in Nuova Zelanda ma ambientata negli Stati Uniti come il remake del 2013.
La serie risultò a tutti gli effetti il sequel TV dei tre film di Sam Raimi, raccontando di come Ash, ormai un invecchiato e disilluso commesso di supermercato ridottosi a vivere in una roulotte, risvegliava di nuovo le forze del male con il libro che lo aveva già inguaiato 30 anni prima, tornando a essere, suo malgrado, l'eroe cacciatore di demoni che era un tempo. Il registro narrativo era quello grottesco e semi-comico de La casa 2 e L'armata delle tenebre, con Campbell al suo meglio nel regalare al pubblico risate e divertimento nonostante le scene gore raccapriccianti, ma proprio grazie a questa miscela di elementi la serie divenne subito un cult, tanto che la produzione della seconda stagione fu annunciata addirittura tre giorni prima della messa in onda del pilota diretto dallo stesso Sam Raimi. Trasmessa dal 31 ottobre 2015, la serie si è conclusa nella primavera del 2018 al termine della terza stagione, dopo 30 episodi e una dozzina di cortometraggi-trailer addizionali, a causa di un calo di ascolti delle ultime puntate, della piaga della pirateria, e per volontà dello stesso Campbell di non continuare perché ormai sessantenne e non più in grado di reggere fisicamente un programma di riprese così serrato con troppe scene d’azione. La sera prima della messa in onda del finale, l'attore-produttore ha ringraziato pubblicamente su Twitter i suoi fan, Raimi, Tapert e il canale Starz per l'esperienza più bella della sua vita professionale, annunciando l'addio definitivo al personaggio.
Dagli anni novanta si è sviluppato un merchandising sulla trilogia di Sam Raimi composto principalmente da fumetti e videogiochi, ma anche da modellini, gadget, capi di abbigliamento e giochi di ruolo. La narrazione dei video games e dei comics, è stata incentrata principalmente sul personaggio di Ash Williams (sempre rappresentato con le fattezze di Bruce Campbell), riproponendo ed estendendo le gesta dell’eroe viste nei tre film e in questi ultimi anni nella serie televisiva, ma creando anche seguiti, prologhi, segmenti o finali alternativi mai apparsi sullo schermo, e anche crossover con altre saghe importanti, costruendo in questo modo una sorta di universo espanso di Evil Dead e contribuendo a rendere il suo protagonista un’icona cult.
Nel campo dei video games, sono stati prodotti una dozzina di titoli, in molti dei quali lo stesso Campbell ha lavorato come doppiatore prestando la voce ad Ash, e tra questi, ve ne sono tre narrativamente più collegati a La casa 2 rispetto agli altri: Evil Dead: Hail to the King (2000), Evil Dead: Regeneration (2005), e Evil Dead: The Game (2022). Sviluppati principalmente per le console Playstation, Sega Dreamcast e XBox, il primo, oltre all’ambientazione ha diversi personaggi in comune con La casa 2 e cita ampiamente molti fatti che erano avvenuti nel film, il secondo è una sorta di "sequel alternativo", come se L'armata delle tenebre non fosse mai esistito, mentre l’ultimo, prodotto da Bruce Campbell e da Sam Raimi, ripercorre cronologicamente gli eventi più importanti dei tre film e della serie, con il personaggio di Ash giocabile nelle diverse fasce di età che Campbell aveva nelle varie pellicole, e per quanto riguarda La casa 2 sono giocabili o scaricabili altri personaggi del film come Annie, Ed Getley e Henrietta posseduta.
Negli anni, molte case editrici importanti come Marvel, Dark Horse Comics e Dynamite Entertainment, hanno realizzato serie e miniserie a fumetti dedicate ad Ash nello specifico, dividendosi i brand dei vari titoli per questioni di diritti, dato che ogni film del franchise è stato prodotto da case di produzione diverse. Nel 2015, la Space Goat Productions ha acquisito i diritti per la pubblicazione di fumetti legati ai primi due film, mentre il brand del terzo è rimasto di proprietà della Dynamite Entertainment. Su La casa 2, Space Goat Productions ha pubblicato la miniserie Evil Dead 2: Beyond Dead By Dawn, una sorta di sequel alternativo del film, scritto da Frank Hannah e disegnato da Barnaby Bagenda e Oscar Bazulda, che racconta di viaggi spazio-temporali intrapresi da Ash e da Annie Knowby. La tagline apparsa sulla copertina degli albi è The official sequel before the other sequel (il seguito ufficiale prima dell'altro seguito), riferendosi a L'armata delle tenebre, inoltre, la casa editrice ha pubblicato anche la miniserie antologica Evil Dead 2: Tales of the Ex-Mortis, realizzata da diversi autori e sempre collegata alla pellicola, anche se cambiano contesto e personaggi.
Nei primi anni 2000, il musicista e commediografo canadese George Reinblatt, ha acquisito i diritti per realizzare un musical teatrale tratto da La casa e La casa 2. Evil Dead The Musical, è stato messo in scena per la prima volta a Toronto nell'agosto 2003 con un cast composto esclusivamente da attori canadesi, e dopo essere stato rappresentato a New York nel 2006, all’interno del circuito off-Broadway, lo spettacolo teatrale ha accresciuto la sua fama continuando ad essere messo in scena da diverse compagnie negli Stati Uniti e in Canada fino ad oggi, approdando anche in altri paesi anglofoni, in Spagna, in Giappone e in Corea del Sud. Evil Dead The Musical si divide in due atti, riprendendo a livello di trama fatti e personaggi principali dei due film ma concedendosi diverse libertà creative per esigenze di palcoscenico.
Per l’aprile 2023 è stata annunciata l’uscita nelle sale del quinto film, nonché settima produzione del franchise, La casa - Il risveglio del male. Scritto e diretto da Lee Cronin, girato in Nuova Zelanda ma ambientato negli Stati Uniti come il remake del 2013 e la serie televisiva, il film, è un reboot della saga non in continuità con i capitoli precedenti, senza la presenza di Ash Williams e con protagoniste due giovani donne interpretate da Alyssa Sutherland e Lily Sullivan. Ambientato in un grattacelo di Los Angeles al posto di una baita sperduta nei boschi, la pellicola racconta di due sorelle che si ritrovano ad affrontare il male scatenato dal libro dei morti, all’interno del palazzo fatiscente in cui sono rinchiuse con la loro famiglia. Il film, che in origine era stato concepito per uscire direttamente in streaming su HBO Max, è prodotto da Robert Tapert per New Line Cinema (la società che aveva distribuito l’originale) e Warner Bros., con Sam Raimi e Bruce Campbell come produttori esecutivi.